# Tamgrinia rectangularis
Tamgrinia rectangularis là một loài nhện trong họ Amaurobiidae.
Loài này thuộc chi Tamgrinia. Tamgrinia rectangularis được Yajun Xu & S. Q. Li miêu tả năm 2006.